# بوریسوفکا (شهرستان اوگلوفسکی، سرزمین آلتای)
بوریسوفکا (به لاتین: Borisovka) یک منطقهٔ مسکونی در روسیه است که در سرزمین آلتای واقع شده‌است.